# ژردی ساوای
ژردی ساوای ئی برنادت (کاتالونیایی: Jordi Savall i Bernadet؛ کاتالان: [ˈʒɔɾði səˈβaʎ i βəɾnəˈðɛt]؛ زادهٔ ۱ اوت ۱۹۴۱) یک موسیقی‌دان، رهبر ارکستر و نوازندهٔ ویولا دا گامبا اهل اسپانیا است.
او از دههٔ ۱۹۷۰ میلادی، یکی از صاحب‌نظران مشهور موسیقی کهن غربی است و نقش مهمی در شناساندن سازهای خانوادهٔ ویلا به‌خصوص ویولا دا گامبا داشته‌است. اجراهای او بیشتر سبک‌های موسیقی قرون وسطی، موسیقی رنسانس، موسیقی باروک، موسیقی رمانتیک و موسیقی دوره کلاسیک را شامل می‌شود.
وی همچنین برندهٔ جوایزی همچون جایزه کرئو د سن ژردی، شوالیهٔ لژیون دونور و نشان زرین دولت کاتالونیا شده‌است و از استقلال‌طلبی کاتالان حمایت می‌کند.